# Tiffany Stansbury
Tiffany Stansbury (Filadelfia, 16 gennaio 1983) è un'ex cestista statunitense, professionista nella WNBA.
È la figlia di Terence Stansbury.

## Carriera
È stata selezionata dalle Houston Comets al terzo giro del Draft WNBA 2006 (29ª scelta assoluta).
Ha militato in Italia per due stagioni consecutive in serie A1 con la Pallacanestro Femminile Umbertide.